# Friedrich Wielandt
Friedrich Wielandt (* 7. September 1906 in Heidelberg; † 18. März 1996 in Karlsruhe-Grötzingen) war ein deutscher Numismatiker. Er war von 1936 bis 1971 Leiter des Badischen Münzkabinetts in Karlsruhe und hat zahlreiche Schriften veröffentlicht.

## Leben
Er war der Sohn des badischen Regierungsbaumeisters Karl Julius Wielandt (1873–1946) und besuchte das Gymnasium in Freiburg im Breisgau. Dort und in München studierte er Geschichte und Germanistik. 1930 promovierte er über Markgraf Christoph I. und das badische Territorium. Über Heinrich Finke kam Wielandt in Kontakt mit Konrad Beyerle, unter dessen Leitung er an einer Edition des Konstanzer Stadtrechts arbeitete. Außerdem bereitete er in jener Zeit bei seinen Forschungen im Konstanzer Stadtarchiv ein Werk über das Konstanzer Leinengewerbe vor. Nach dem Tode Beyerles 1933 und dem Beginn des Nationalsozialismus schlug Wielandt, seiner Hoffnungen auf eine Stelle als Stadtarchivar in Konstanz beraubt, ein weiteres Studium ein und absolvierte das Staatsexamen für das höhere Lehramt. Anschließend arbeitete er kurzzeitig als Volontär an der Universitätsbibliothek in Freiburg, bevor er als wissenschaftliche Hilfskraft an das von Otto Konrad Roller geleitete Badische Münzkabinett kam, dessen Leitung er nach dem Tode Rollers 1936 und der Angliederung des Münzkabinetts an das Badische Landesmuseum übernahm. Im Zweiten Weltkrieg wurde Wielandt zum Militär eingezogen und bei Demjansk schwer verwundet, so dass er 1942/43 mehrere Monate im Lazarett zubrachte. Ein Angebot für einen Lehrauftrag in Numismatik an der Universität Straßburg konnte er wegen der Kriegsentwicklung nicht mehr wahrnehmen. Nach Kriegsende wurde Wielandt zunächst von der Militärregierung seiner bisherigen Dienste enthoben, 1948 jedoch wieder als Leiter des Münzkabinetts eingestellt. 1957 wurde er Hauptkonservator. 1967 erhielt er den Professorentitel. 1971 trat er in den Ruhestand. 1984 erhielt er den Otto-Paul-Wenger-Preis des Verbandes der Schweizerischen Berufsnumismatiker.
Er war verheiratet mit der Karlsruher Fabrikantentochter Dorothée Arzt.

## Werk
Friedrich Wielandt hat seit Ende seines Studiums zahlreiche numismatische und historische Schriften veröffentlicht. Eines seiner Hauptwerke, 1942/43 in Lazaretten verfasst und 1951 erschienen, widmet sich dem Breisgauer Pfennig und seinen Münzstätten. 1955 veröffentlichte Wielandt ein Standardwerk zur badischen Münzgeschichte: Die badische Münz- und Geldgeschichte. Zwischen 1959 und 1978 legte Wielandt weitere Standardwerke zur Münzgeschichte verschiedener Schweizer Kantone vor. Außerdem hat er unzählige Aufsätze in Sammelwerken verfasst.